# Chilo thyrsis
Chilo thyrsis is een vlinder uit de familie grasmotten (Crambidae). De wetenschappelijke naam van deze soort is voor het eerst geldig gepubliceerd in 1963 door Błeszyński.
De soort komt voor in tropisch Afrika.